# Quer o Destino
Quer o Destino (El destino así lo quiere) es una telenovela portuguesa, transmitida por la cadena televisiva TVI. Escrita por Helena Amaral y producida por Plural Entertainment. Se estrenó el 23 de marzo de 2020 y terminó en el 24 de octubre de 2020, como sucesora de Prisioneira. Es una adaptación portuguesa de la telenovela chilena Amanda.
Es protagonizada por Sara Barradas, Pedro Teixeira, Pedro Sousa, Filipe Vargas y Isaac Alfaiate.
La historia de la tercera fase de Quer o Destino no es parte de la historia original Amanda, o sea, es una continuación de las dos primeras fases que son la historia total de Amanda.

## Argumento
“Quer o Destino” es la historia de amor y venganza de una mujer que, ya adulta, regresa al lugar en que fue violada a los 14 años y donde se verá sorprendida por su capacidad de superación y también por algunas de las más viles expresiones de maldad humana.
La vida de Vitória, una joven ribatejana apasionada por los animales y por el arte de la cetrería, da un giro de 180 grados el día en que es violada y asiste al homicidio de su padre. Con miedo de que también la maten y con ganas de olvidar todo lo pasado, Vitória huye a Lisboa firmemente decidida a no volver nunca más a su tierra Navidad.
Pero 14 años después, Vitória regresa a la casa familiar de sus violadores: es enfermera de la madre de esos hombres, Catarina, que sufrió una embolia cerebral y está en recuperación. A pesar de la dureza de carácter, Catarina, la matriarca de la familia Santa Cruz, se deja seducir por la simpatía y dedicación de Vitória. Hará todo por ella hasta que descubra que puede poner en riesgo la vida de sus propios hijos.
Carlos, capataz de la Herdade da Lagoa, propiedad de los Santa Cruz, novio desde la adolescencia de Vitória, la reconoce inmediatamente a pesar de su profunda discapacidad física y psicológica. Después de saber lo que ocurrió 14 años antes, Carlos se pone a su disposición para descubrir toda la verdad, con una única condición: no quiere participar en venganzas.
Sin embargo, en el transcurso de la novela, Vitória se sorprenderá constantemente con su capacidad vengativa y con la forma como una pasión reciente, aunque intensa, va a permitirle retomar el curso normal de su vida, en suspenso desde la violación.
Fruto de traumas del pasado, Vitória hará muchas cosas criticables, aunque será imposible no empatizar con ella porque, a pesar de vivir un camino sinuoso, consigue vencer sus miedos y a sus enemigos.

## Elenco
| Actor/Actriz      | Personaje                        |
| ----------------- | -------------------------------- |
| Sara Barradas     | Margarida Rosa/Vitória Santareno |
| Pedro Teixeira    | Marcos Costa de Santa Cruz       |
| Pedro Sousa       | Mateus Costa de Santa Cruz       |
| Filipe Vargas     | Lucas Costa de Santa Cruz        |
| Isaac Alfaiate    | João Costa de Santa Cruz         |
| Ana Sofia Martins | Carla Isabel Silva               |
| João Vicente      | Carlos Paulo Branco Reis         |
| Maya Booth        | Rita Paiva do Amaral             |
| Mafalda Marafusta | Maria Isabel Romão               |
| Inês Herédia      | Isabela Fonseca dos Santos       |
| Leonor Seixas     | Patrícia Fontes                  |
| Marta Faial       | Sandra Isabel Silva              |
| Rodrigo Paganelli | Hugo Paulo Branco Reis           |
| Madalena Aragão   | Ana Catarina Santa Cruz          |
| Diogo Lopes       | Nuno da Costa Duarte             |
| Pedro Hossi       | Machado                          |
| Anna Eremin       | Madalena                         |
| Luís Henrique     | Diogo Santa Cruz                 |
| Maria Marques     | Pilar Santa Cruz                 |

### Actores invitados
| Actor/Actriz        | Personaje                          |
| ------------------- | ---------------------------------- |
| Ana Bustorff        | Elvira de Jesus Fonseca dos Santos |
| Luís Esparteiro     | Alfredo Paulo Reis                 |
| Marina Mota         | Joana Branco Reis                  |
| Maria José Paschoal | Catarina Costa de Santa Cruz       |

### Participación especial
| Actor/Actriz | Personaje |
| ------------ | --------- |
| Eunice Muñoz | Cacilda   |

## Fases
| Fase | Fase | Episodios | Episodios | Emisión original    | Emisión original      |
| Fase | Fase | Episodios | Episodios | Primera emisión     | Última emisión        |
| ---- | ---- | --------- | --------- | ------------------- | --------------------- |
|      | 1    | 78        | 78        | 23 de marzo de 2020 | 20 de junio de 2020   |
|      | 2    | 37        | 37        | 22 de junio de 2020 | 4 de agosto de 2020   |
|      | 3    | 66        | 66        | 5 de agosto de 2020 | 24 de octubre de 2020 |